# Präsanktifikaten-Liturgie
Als Präsanktifikaten-Liturgie (von lateinisch praesanctificare ‚vorher heiligen‘) bezeichnet man einen christlichen Gottesdienst, bei dem den Mitfeiernden die in einer früheren Eucharistiefeier konsekrierte heilige Kommunion aus dem Tabernakel gereicht wird. Theologische Voraussetzung ist die bleibende Realpräsenz des Leibes Christi in der bei einer Eucharistiefeier gewandelten Hostie.  

## Byzantinischer Ritus
In der liturgischen Tradition des Byzantinischen Ritus findet an den Wochentagen der vierzigtägigen Fastenzeit, während der vor Sonnenuntergang auf Nahrung verzichtet wurde, keine eucharistische Liturgie statt, um das Fasten nicht zu brechen. Montags und mittwochs, an einigen Gedenktagen und an den ersten drei Tagen der Karwoche wird nach der abendlichen Vesper eine Kommunionfeier gehalten, bei der in der Liturgie des vorangegangenen Sonntags konsekrierte Gaben gereicht werden. Diese Feier wird als altgriechisch λειτουργία τῶν προηγιασμένων leiturgía tōn proēgiasménōn, deutsch ‚Gottesdienst der vorgeheiligten [Gaben]‘ bezeichnet.

## Römischer Ritus

### Kommunionfeier am Karfreitag

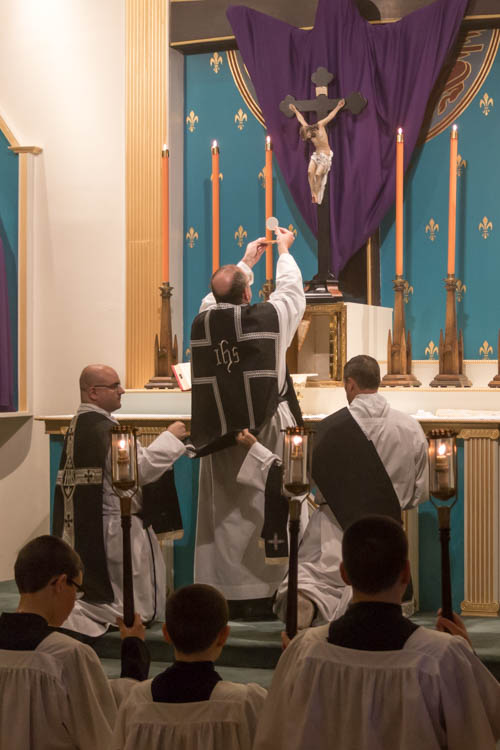
Elevation der Hostie bei der bis 1955 üblichen Form der Karfreitagsliturgie

Im Römischen Ritus ist der letzte Teil der liturgischen Feier vom Leiden und Sterben Christi am Karfreitag eine Kommunionfeier. Da am Karfreitag, dem Gedenktag des Todes Christi, auf die Feier der heiligen Messe verzichtet wird, werden die Hostien hierfür am Abend des Gründonnerstags bei der „Messe vom letzten Abendmahl“ konsekriert, in einer Seitenkapelle der Kirche oder einem geeigneten Raum aufbewahrt und häufig in der Nacht verehrt. Die konsekrierten Hostien werden von dort während der Karfreitagsliturgie nach der Kreuzverehrung in einer Prozession zum Altar gebracht. Es schließt sich das Vater unser an, dann erfolgt der Empfang der Kommunion durch alle Mitfeiernden ausschließlich in der Gestalt des Brotes, und die Karfreitagsliturgie schließt mit einem Schlussgebet.

### Missa Praesanctificatorum
Bis zur Reform der Karwochenliturgie durch Papst Pius XII. 1955 wurde dieser Teil der Karfreitagsliturgie lateinisch Missa Praesanctificatorum ‚Messe der vorverwandelten [Gaben]‘ genannt. Es wurde Weihrauch verwendet, die Feier umfasste mehrere Elemente aus der Liturgie der heiligen Messe, etwa priesterliche Begleitgebete, und der Priester wusch seine Hände. Anstelle der Gabenbereitung stand die Prozession mit der Hostia praesanctificata, der vorverwandelten Hostie. Die Wandlungsworte wurden nicht gesprochen, aber es erfolgte nach dem Vaterunser die Elevation der Hostie; dabei hielt der Priester, anders als in der heiligen Messe, die Hostie nur mit der rechten Hand, mit der linken hielt er die Patene darunter. Es wurde ein Kelch mit Wein bereitgestellt, und nach der Elevation brach der Priester die konsekrierte Hostie in drei Teile und legte einen Teil in den Wein. Durch diesen Ritus entstand im Mittelalter die Theorie der „Kontaktkonsekration“, nach welcher der Wein durch Kontakt mit der konsekrierten Hostie zum Blut Christi gewandelt werde. Nur der Priester kommunizierte Brot und Wein. Diese Missa Praesanctificatorum wird heute nur noch praktiziert, wenn nach einem Missale Romanum von vor 1955 zelebriert wird.

### Krankenkommunion und Kommunionfeier
Auch bei der Krankenkommunion und bei einer Kommunionfeier in Verbindung mit einer Wort-Gottes-Feier ohne Priester werden konsekrierte Hostien aus dem Tabernakel gereicht; hierfür ist jedoch die Bezeichnung Präsanktifikaten-Liturgie nicht üblich.